# فرانكي لين (مصارع رياضي)
فرانكي لين هو مصارع رياضي كندي، ولد في 16 أبريل 1943، وتوفي في 24 مايو 2016 في Brooke-Alvinston ‏ في كندا.